# グロース＝ゲーラウ
グロース＝ゲーラウ (ドイツ語: Groß-Gerau, ドイツ語発音: [groːsˈgeːra‿u]) は、ドイツ連邦共和国ヘッセン州グロース＝ゲーラウ郡の郡庁所在都市で、周辺町村の中級中心機能を担っている。

## 地理

### 位置
グロース＝ゲーラウは、オーバーライン盆地内ヘッシシェス・リート北部に位置し、ライン川やマイン川からも遠くない。数 km 南西には、ヘッセン州最大の自然保護地域であるキューコプフ＝クノーブロホスアウエがある。

### 隣接する市町村
グロース＝ゲーラウは、北はナウハイム、北東はメルフェルデン＝ヴァルドルフ、東はビュッテルボルン（以上、いずれもグロース＝ゲーラウ郡）、南東はグリースハイム（ダルムシュタット＝ディーブルク郡）、南はリートシュタット、西はトレーブール）（ともにグロース＝ゲーラウ郡）と境を接している。

### 市の構成
グロース＝ゲーラウは、ベルカハ、ドルンベルク、ドルンハイム、アウフ・エッシュ、グロース＝ゲーラウ、ヴァラーシュテッテンの市区からなる。

## 歴史
現在のグロース＝ゲーラウ市の市域は、ローマ時代にはすでに重要な場所であった。アウフ・エッシュ市区のファザネリーに築かれた城は、リーメスが建設され現在の南ヘッセンがローマ化される以前から、属州首都マインツの橋頭堡を防衛していた。連邦道 B44号線のファザネリー南端からドルンハイムまでの区間は、マインツからグロース＝ゲーラウ経由でラーデンブルクに至るローマ街道の街道筋にあたる。この街道は城の南門を通っていた。Civitas Auderiensium の建設に伴いこの城は放棄されたが、村落は市場の開催地として存続した。この村落の近くに、中世にドルンベルクの水城（後述）が建設されたのは偶然ではない。

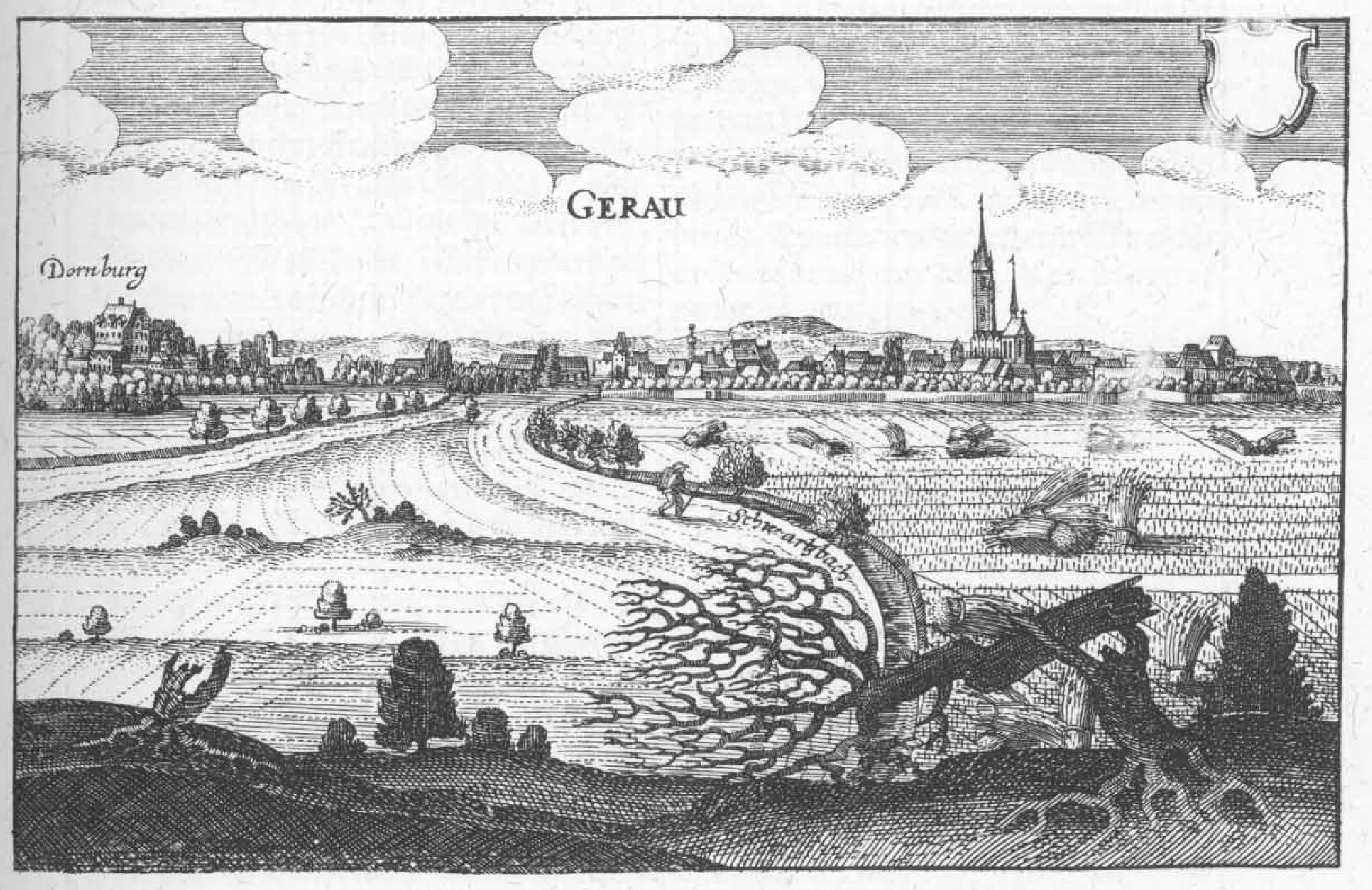
1655年のマテウス・メーリアンの銅版画に描かれたグロース＝ゲーラウ

ゲラウアー・マルク（ヴァラーシュテッテンとメッセルとの間の森林地域）は、910年にマインツ大司教ハット1世の寄進状に初めて記録されている。その後、この地域はドルンベルク家の所領となった。この事から、ドルンベルク家は、フランクフルトに宮廷を置いたシュタウフェン朝皇帝の家人であった可能性がある。後のドルンベルク城館の原型であるドルンベルク地区の水城は、1160年に記述されている。ドルンベルク家が断絶した後、ヴェスターヴァルトおよびライン川中流域を本拠地とするカッツェンエルンボーゲン伯がこれを継承し、1398年にグロース＝ゲーラウに都市権を授けた。1479年にカッツェンエルンボーゲン伯フィリップ1世が男系後継者なく死亡し、その遺領はヘッセン方伯領となった。1578年に市庁舎の建設が始まった。ここに参審裁判所が設けられ、方伯は市長を指名した。グロース＝ゲーラウの市教会は、三十年戦争中の1634年に皇帝軍によって焼き払われた。ヘッセン＝ダルムシュタット方伯ルートヴィヒ6世は、1663年に24,000グルデンの支払いと引き替えに、改めてこの街の都市権を認めた。この権利は、領主に対する賦役の免除、市場の場所代の値上げ、領邦議会の代理出席、ユダヤ人を市から放逐する権利が付随していた。行政上は、グロースゲーラウは1821年までアムト・リュッセルスハイムに属した。この年のヘッセン大公国の行政改革によって、この街はプロヴィンツ・シュタルケンブルクのラントラーツベツィルク・ドルンベルクに編入された。1832年にプロヴィンツ・シュタルケンブルクは郡に分割され、グロース＝ゲーラウはグロース＝ゲーラウ郡に属すこととなった。この郡の郡庁所在地は、最初はドルンベルクに置かれた。シュタルケンブルクがレギールングスベツィルクに分割された中断期間はあったものの、現在までグロース＝ゲーラウ郡への所属は継続している。この中断期間にあたる1848年から1852年まで、グロース＝ゲーラウはレギールングスベツィルク・ダルムシュタットに属した。ヘッセン大公国は、1874年にプロイセンをモデルとする郡域の再編を行い、新たな郡編成がなされた。この改革によりグロース＝ゲーラウが郡庁所在となり、その後現在に至るまでグロース＝ゲーラウ郡の郡域はほぼ不変である。

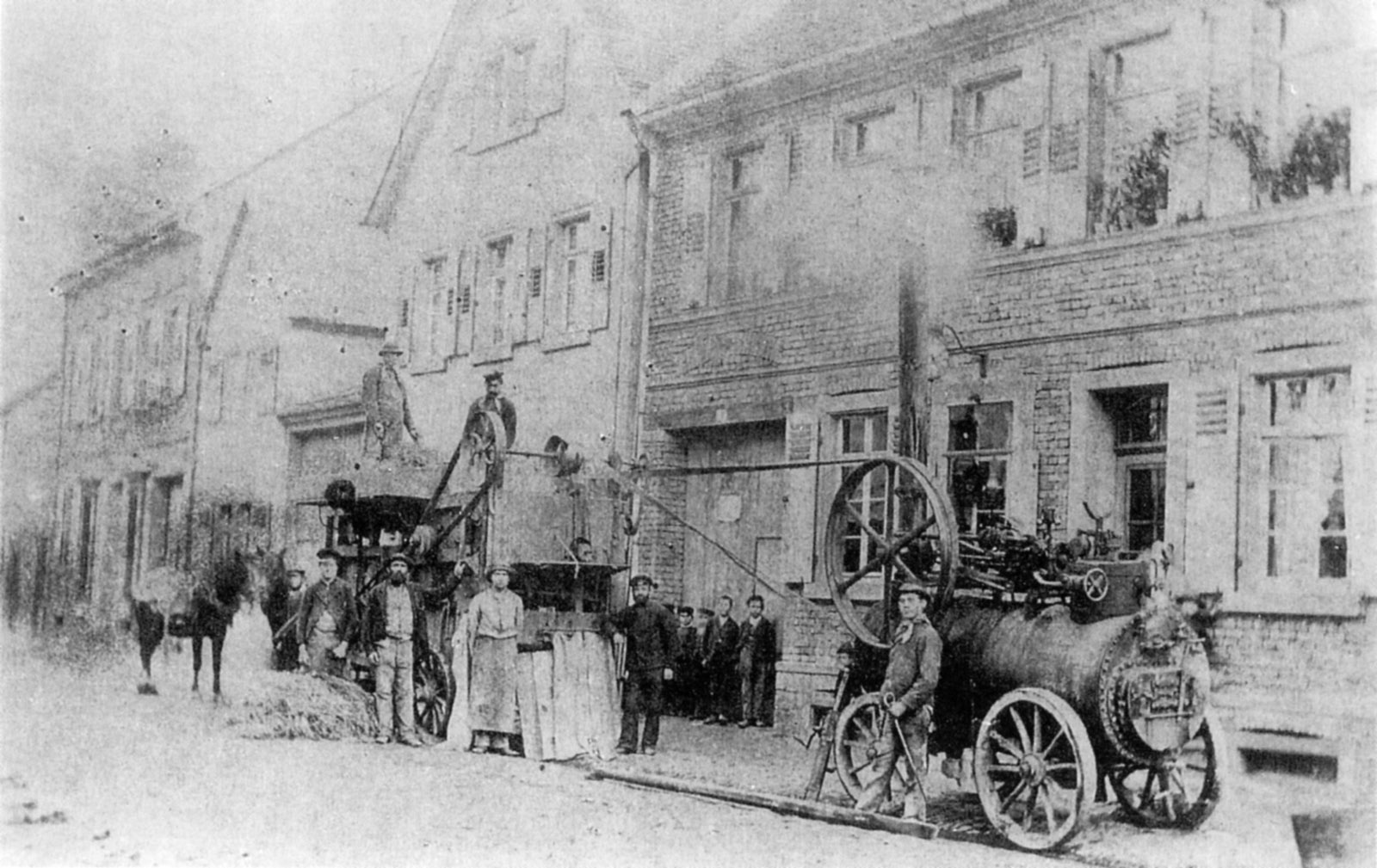
1895年頃のグロース＝ゲーラウ

司法上は、1821年から1879年までグロースゲーラウ地方裁判所、その後はこれを引き継いだグロース＝ゲーラウ区裁判所がこの街を管轄した。
グロース＝ゲーラウは上述の通り、19世紀にグロース＝ゲーラウ郡の郡庁所在地となり、この頃から工業化が始まった。1858年にダルムシュタット - マインツ間を結ぶヘッセン・ルートヴィヒ鉄道が開通し、1879年にはフランクフルト・アム・マイン - マンハイム間の鉄道（リート鉄道）が開通したことにより、産業活動は大いに拡大した。この街には、金属加工業 (FAGRO)、缶詰工場 (Helvetia)、チーズ工場（マインツ・チーズ）や製糖工場が設けられた。1896年にダルムシュタットからグロース＝ゲーラウを経由してオッペンハイムに至る蒸気路面鉄道の建設が議論されたが、実現はしなかった。
ヘッセン州の地域再編に伴い、1977年1月1日にグロース＝ゲーラウと周辺のそれまで独立した自治体であったドルンハイムおよびヴァラーシュテッテンが合併し、新たな都市グロース＝ゲーラウが成立した。ベルカハは、これ以前の1971年にすでにグロース＝ゲーラウに合併していた。
1994年にグロース＝ゲーラウは、10日間にわたる「ヘッセンの日」の開催地となった。
2013年現在、グロース＝ゲーラウ市およびグロース＝ゲーラウ郡の全般的な経済状況は悪化しつつある。比較的高い負債率やダルムシュタット行政管区本部による財政の厳しいコントロールがその証拠である。

### 人口推移
人口推移は以下の通り
- 1600年: 171世帯
- 1629年: 170戸
- 1636年: 10人

## 宗教

### プロテスタント
グロース＝ゲーラウには 3つのプロテスタント教会組織がある。市の中心部に市教会、北部に和解教会、南部にグロース＝ゲーラウ南教会がある。

### カトリック
カトリック教会は、ヴァルブルガ通りの聖ヴァルブルガ教会を活動の中止としている。この教区は、ヴァラーシュテッテンの組織を包含している。

### イスラム教
トルコ系イスラム教団は、1986年10月14日にファブリーク通り2番地で結成された。
IGMG イスラム教団の礼拝所は、ズデーテン通りにある。
トルコ系イスラム文化連盟に近い団体の礼拝所であるムスリム・センターは、フリートホーフ通りにある。
宗教団体 Ahmadiyya Muslim Jamaat は1985年に市北部の旧メルヘンランドの土地を購入し、「Nasir Bagh」と名付けた。この場所は、B44号線沿いのメルフェルデン方面に位置している。ここでは、1994年まで毎年集会 (Jalsa Salana) が行われていた。しかし、この場所ではキャパシティが十分でなくなり、1995年から2010年まではマンハイムのマイマルクゲレンデで開催された。2011年以降、Jalsa Salana Deutschland はメッセ・カールスルーエで開催されている。現在、「Nasir Bagh」は定期的な催しに利用されている。
1992年にモスク「Bait ul-Schakur」が建設された。このモスクは約 850人を収容し、600 m2 の礼拝スペースを有するドイツの Ahmadiyya Muslim Jamaat としては最大のモスクである。このモスクには、インド Qadian のホワイト・ミナレットに倣った丸屋根のミナレットがある。
- プロテスタントのグロース＝ゲーラウ市教会
- カトリックの聖ヴァルブルガ教会
- Bait ul-Schakur モスク

## 行政

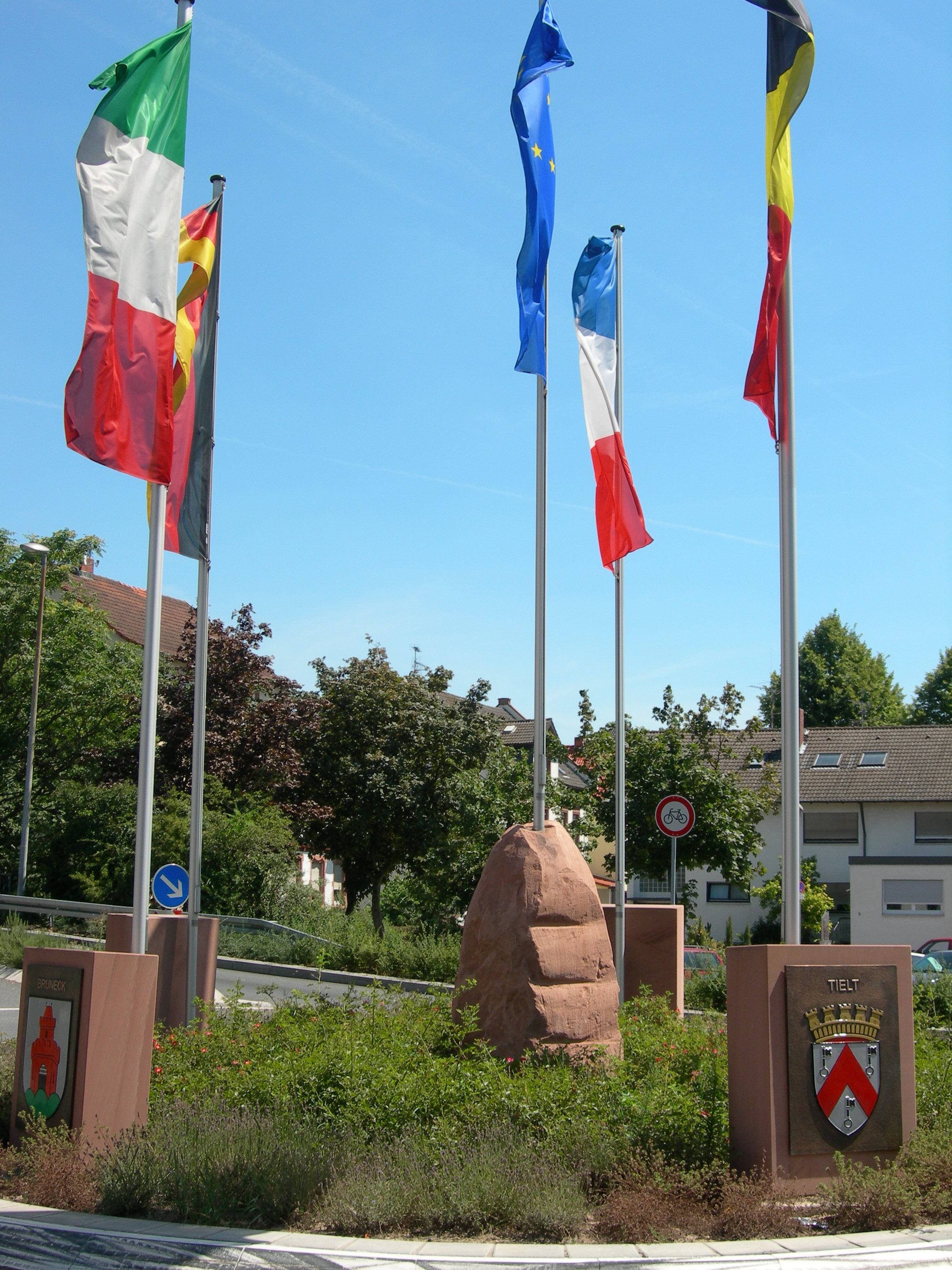
姉妹都市を表す碑と各国の旗

### 議会
グロース＝ゲーラウの市議会は 33議席からなる。

### 首長
エルハルト・ヴァルターは、2018年2月4日の決選投票で新たな市長に選出された

### 姉妹都市
- ブリニョール（フランス、ヴァール県）1959年
- ブルーニコ（イタリア、トレンティーノ＝アルト・アディジェ州）1959年
- ティールト（ベルギー、ウェスト＝フランデレン州）1959年
- シャモトゥウィ（ポーランド、ヴィエルコポルスカ県）2000年

## 文化と見所

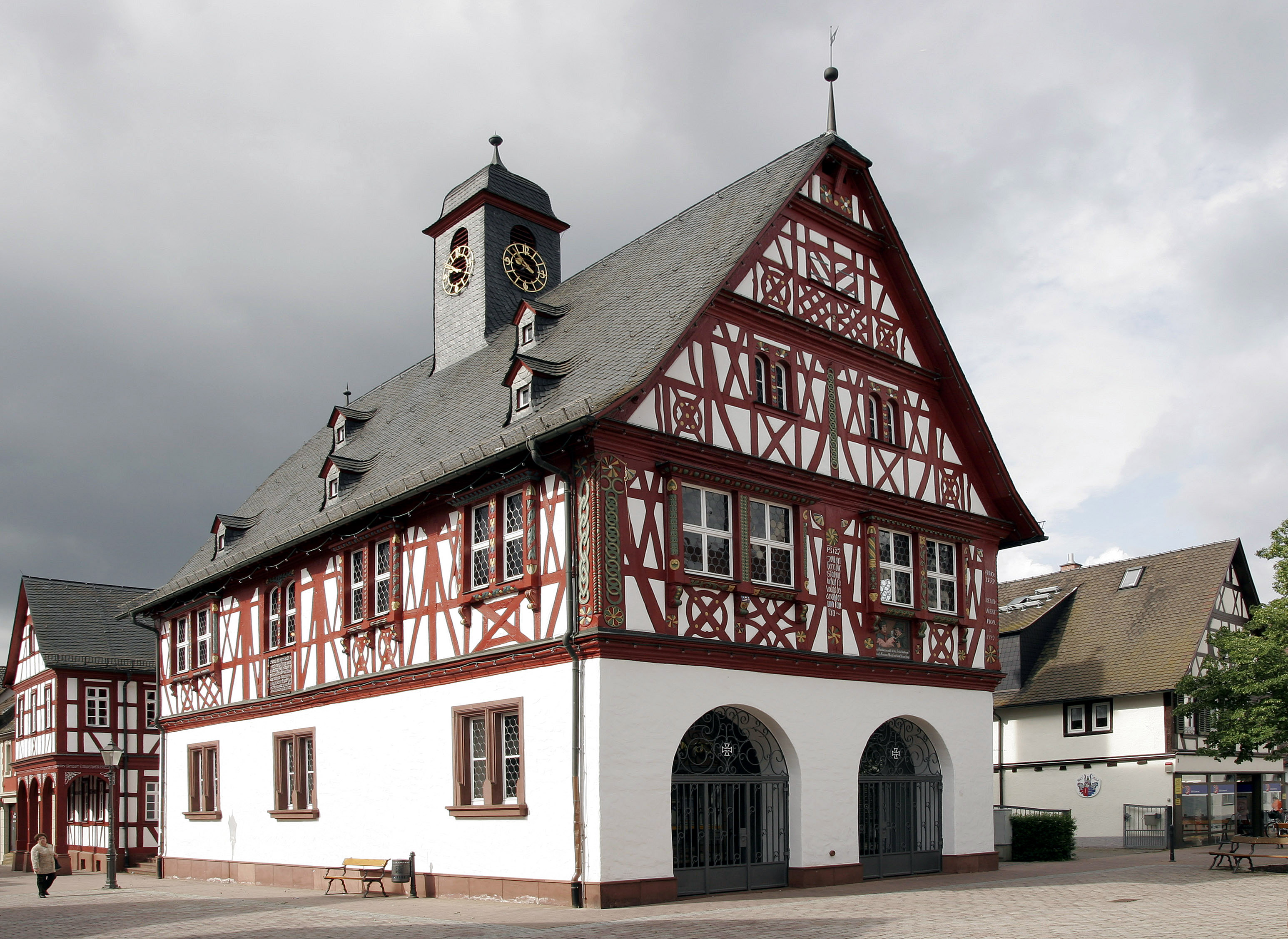
旧市庁舎

### 見所
中心部、特にマインツ通り、シュール通りとその延長上にあるアム・ザントベール、フランクフルト通りの一部には、愛情込めて修復された木組み建築がある。
- 市庁舎の南翼
- シュール通りの木組み建築
- アム・ザントベールの木組み建築
- シュール通りの木組み建築
- マインツ通りの処刑人の家
- マインツ通りの木組み建築
- マインツ通りの木組み建築
- グロース＝ゲーラウの水道塔
- マルクト広場

## 経済と社会資本

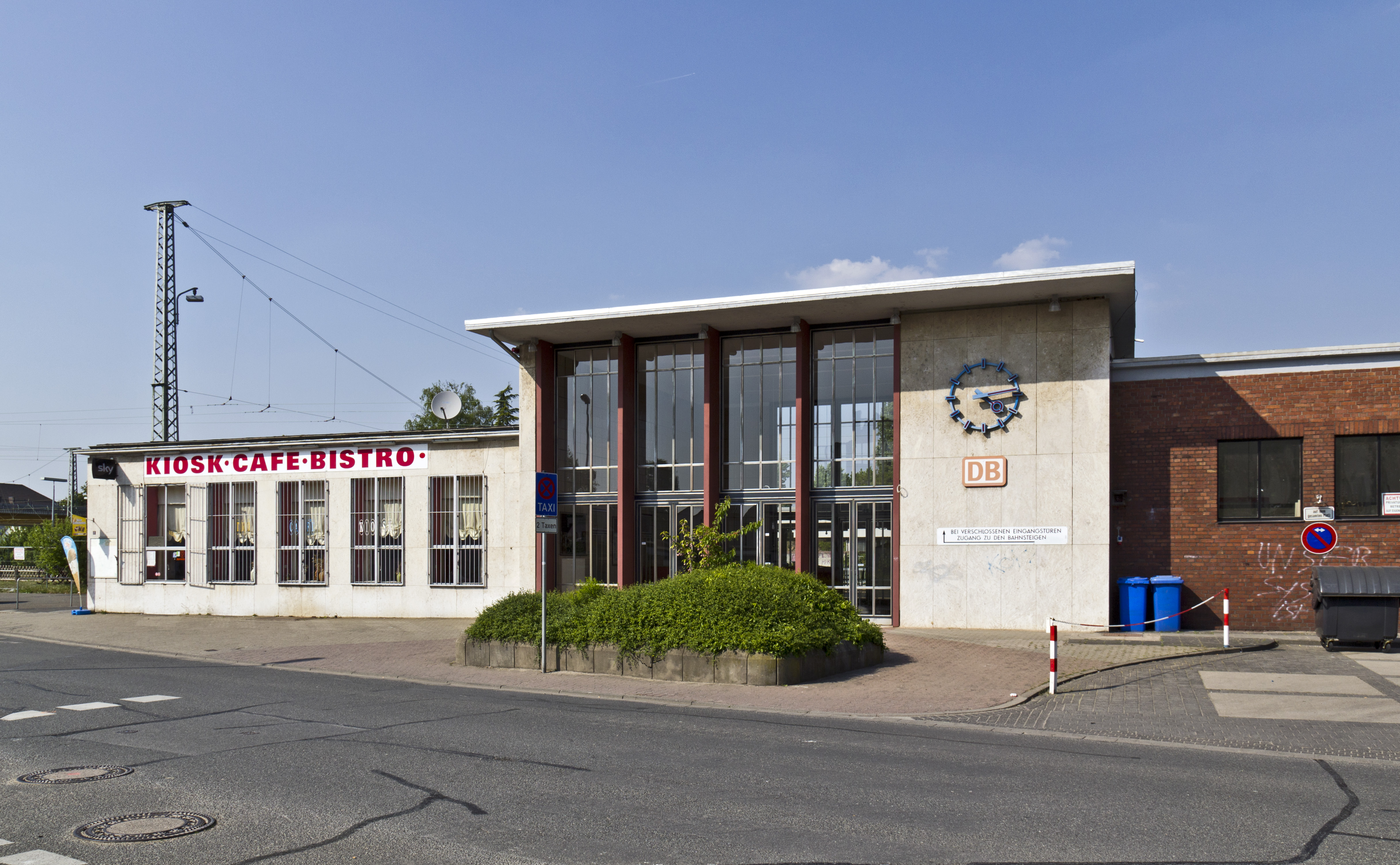
グロース・ゲーラウ駅

### 交通
グロース＝ゲーラウは交通の便が良い場所にある。連邦道 B42号線（州道 L3482号線を兼ねる）と連邦道 B44号線がここで交差し、グロース＝ゲーラウ地区の北と南にあるインターチェンジからアウトバーン A67号線を経由して様々な方角へアクセスできる。フランクフルト国際空港は、アウトバーン経由で約 15 分で到着できる。周辺の大都市（ダルムシュタット 11 km、ヴィースバーデン 23 km、マインツ 18 km、フランクフルト・アム・マイン 28 km）にも同程度の時間で往来することが可能である。
グロース＝ゲーラウはさらに 2本の鉄道路線で結ばれている。マインツ - ダルムシュタット - アシャッフェンブルクのライン＝マイン鉄道とマンハイム - フランクフルトのリート鉄道で、両者は東の市境で直交している。両路線とも複線で電化されている。市域内には、両路線合わせて 3つの駅がある。
- グロース・ゲーラウ駅: ライン＝マイン鉄道の駅で、中核市区の北に隣接する。
- グロース・ゲーラウ＝ドルンベルク駅: リート鉄道の駅で、中核市区の南東の産業地域にある。
- グロース・ゲーラウ＝ドルンハイム駅: リート鉄道の駅で、約 4 km 離れた同名の地区内にある。

両路線間にはマンハイム - マインツとマンハイム - ダルムシュタットを結ぶための 2本の連絡線がある。これらは主に貨物列車が利用している。グロース・ゲーラウ駅とグロース・ゲーラウ＝ドルンベルク駅との間には旅客列車は運行していない。ハイフンのない「誤った表記」（市名は「Groß-Gerau」、駅名は「Groß Gerau」）は、ヘッセン大公国とプロイセン王国との公式表記法の違いの名残である。プロイセン王国およびヘッセン大公国邦有鉄道 (K.Pu.G.H.StE) ではプロイセンの表記法に従って駅名をつけていたのである。

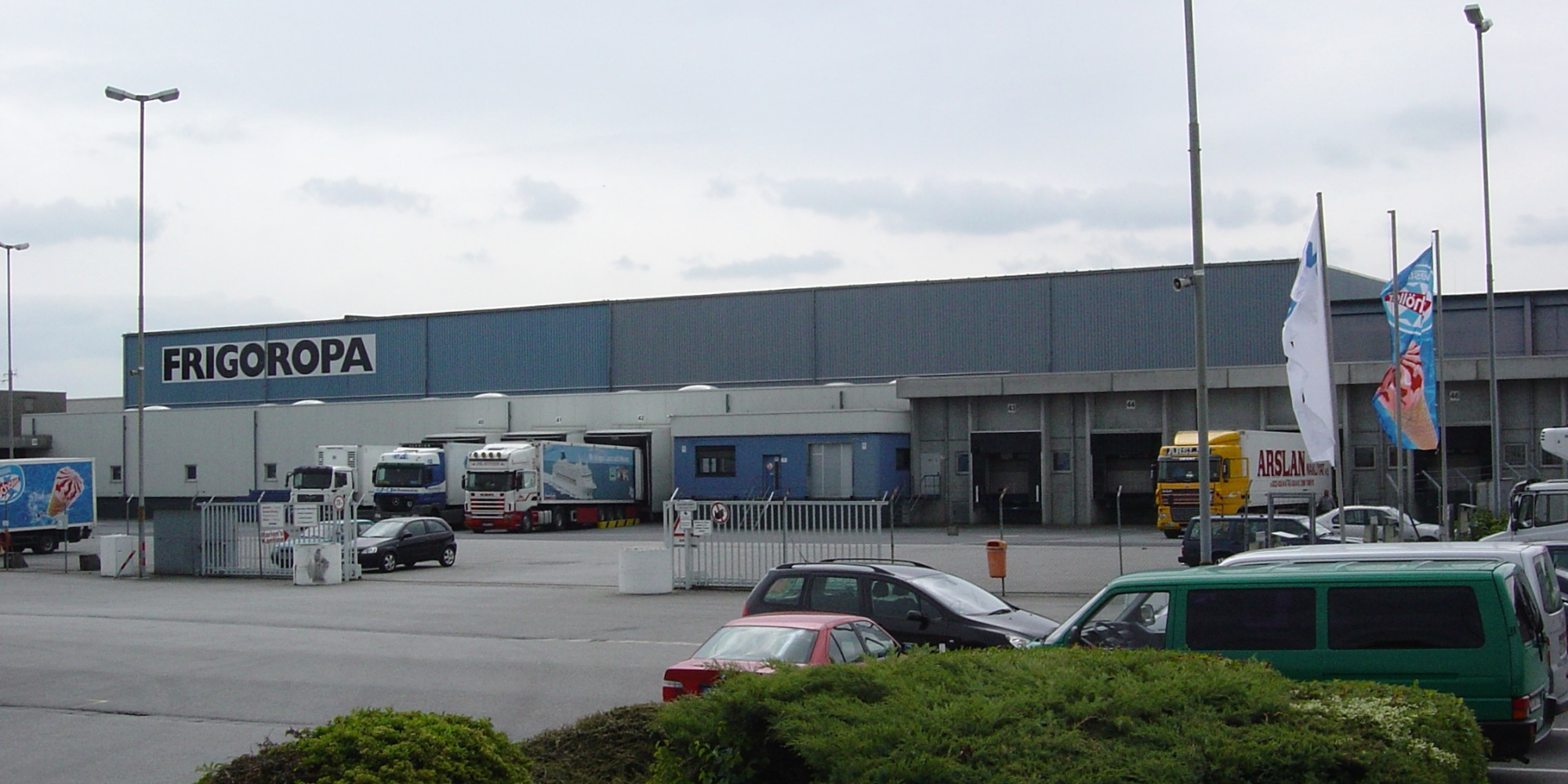
フリゴローパ GmbH

### 地元企業
グロース＝ゲーラウの経済状況は近年（2013年時点の記述）良好ではない。Fagro や ジュートツッカーの工場など伝統を持つ多くの企業が閉鎖されている。
- プロクター・アンド・ギャンブル、グロース＝ゲーラウ工場（旧ヴィック、口腔洗浄剤や医薬品）
- フリゴローパ GmbH (EK19)、ノルトフォルスト GmbH & Co., KG の子会社（冷凍倉庫、流通業者）
- エルレンバッヒャー・バックヴァーレン GmbH、ネスレの子会社

- 旧ジュートツッカー工場
- エルレンバッヒャー・バックヴァーレン

### メディア
日刊紙としては、ダルムシュテッター・エコーの系列紙にあたる「グロース＝ゲーラウ・エコー」があり、フランクフルター・ツァイトゥングもグロース＝ゲーラウ版を刊行している。さらにローカル月刊誌「Wir」も刊行されている。

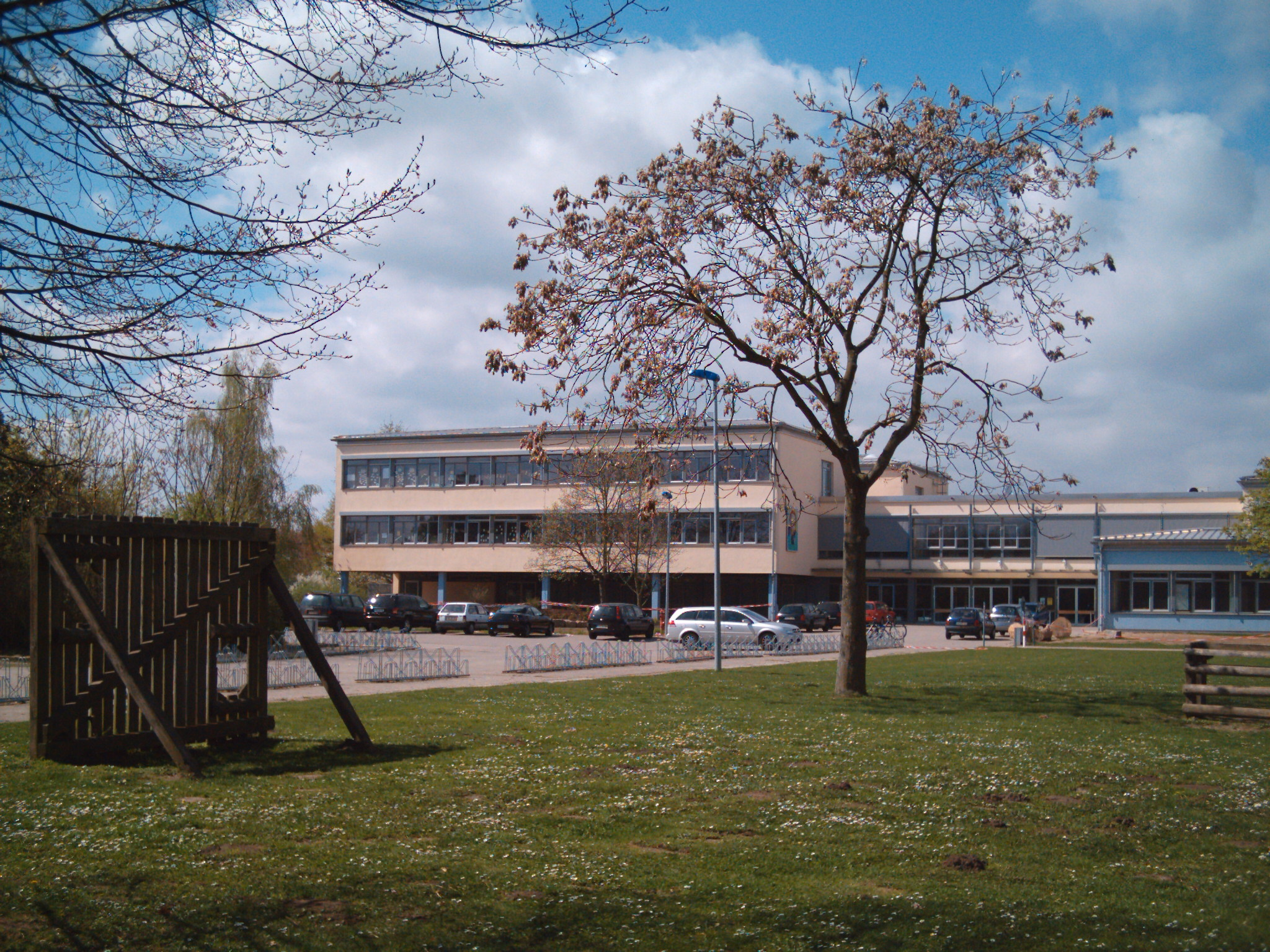
マルティン＝ブーバー＝シューレ

### 学校
- 基礎課程学校
  - シラーシューレ
  - ノルトシューレ
  - シュヴェンクシューレ（旧ヨハネス＝アンゲルス＝シューレ）
  - ドルンハイム基礎課程学校
  - ヴァラーシュテッテン基礎課程学校
  - リベルタ・シューレ（私立学校）
- その他の学校
  - グロース＝ゲーラウ職業学校
  - マルティン＝ブーバー＝シューレ（統合型総合学校）
  - ルイーゼ＝ビュヒナー＝シューレ（ギムナジウム）
  - プレラート＝ディール＝シューレ（ギムナジウム）
  - ゲーテシューレ（学習障害者のための学校）
  - アルトリート＝リントグレン＝シューレ（言語障害者のための学校）

## 公共機関
- グロース＝ゲーラウ区裁判所
- グロース＝ゲーラウ郡役場

## 人物

### ゆかりの人物
- ハインツ・クロス（1904年 - 1987年）言語学者。グロース＝ゲーラウで死去。

## 引用
1. ↑  Hessisches Statistisches Landesamt: Bevölkerung in Hessen am 31.12.2023 (Landkreise, kreisfreie Städte und Gemeinden, Einwohnerzahlen auf Grundlage des Zensus 2011)]
2. ↑  Max Mangold, ed (2005). Duden, Aussprachewörterbuch (6 ed.). Dudenverl. p. 377. ISBN 978-3-411-04066-7
3. 1 2  Historisches Ortslexikon, Landesgeschichtliches Informationsstytem (LAGIS) Hessen（2013年5月11日 閲覧）
4. ↑  Franz Flach: Gerauer Geschichten. 600 Jahre Stadt- und Marktrechte. Groß-Gerau 1997, pp. 58 - .
5. ↑  Gerstenmeier, K.-H. (1977): Hessen. Gemeinden und Landkreise nach der Gebietsreform. Eine Dokumentation. Melsungen. p. 253
6. ↑  “Kommunalwahlen 1972; Maßgebliche Einwohnerzahlen der Gemeinden vom 4. August 1972” (PDF), Staatsanzeiger für das Land Hessen (Der Hessische Minister des Inneren) (33):  p. 1424, (1972)
7. ↑  “Kommunalwahlen 1977; Maßgebliche Einwohnerzahlen der Gemeinden vom 15. Dezember 1976” (PDF), Staatsanzeiger für das Land Hessen (Der Hessische Minister des Inneren) (52):  p. 2283, (1976)
8. ↑  “Kommunalwahlen 1985; Maßgebliche Einwohnerzahlen der Gemeinden vom 30. Oktober 1984” (PDF), Staatsanzeiger für das Land Hessen (Der Hessische Minister des Inneren) (46):  p. 2175, (1984)
9. ↑  “Kommunalwahlen 1993; Maßgebliche Einwohnerzahlen der Gemeinden vom 21. Oktober 1992” (PDF), Staatsanzeiger für das Land Hessen (Der Hessische Minister des Inneren) (44):  p. 2766, (1992)
10. ↑  “Eckwerte der regionalen Bevölkerungsentwicklung im Überblick” (PDF), Gemeindedatenblatt: Ginsheim-Gustavsburg (HA Hessen Agentur GmbH) 2021年8月10日閲覧。
11. ↑  “Die Bevölkerung der hessischen Gemeinden (30.06.2005)”. 2006年2月9日時点のオリジナルよりアーカイブ。2021年8月10日閲覧。
12. ↑  “Bevölkerung der hessischen Gemeinden (30.06.2010)”. 2010年11月23日時点のオリジナルよりアーカイブ。2021年8月10日閲覧。
13. ↑  “Ergebnisse des Zensus 2011”. 2021年8月10日閲覧。
14. ↑  “Bevölkerung der hessischen Gemeinden (30.06.2015)”. 2016年1月29日時点のオリジナルよりアーカイブ。2021年8月10日閲覧。
15. ↑  2011年3月27日の市議会議員選挙結果、ヘッセン州統計局（2013年5月11日 閲覧）
16. ↑  “Bürgermeisterwahl in Groß-Gerau, Stadt am 04.02.2018”. 2020年1月21日閲覧。